# Eric Caldow
Eric Caldow (* 14. Mai 1934 in Cumnock; † 4. März 2019) war ein schottischer Fußballspieler und -trainer. Der fünffache schottische Meister und langjährige Außenverteidiger der Glasgow Rangers absolvierte 40 Länderspiele für die schottische Nationalmannschaft und nahm an der WM 1958 in Schweden teil.

## Spielerlaufbahn
Caldow besuchte in seiner Heimat in East Ayrshire die Cumnock Academy und wurde bereits im Alter von 14 Jahren von den Glasgow Rangers gesichtet. Der schottische Großverein ließ Caldow jedoch zunächst bei den Muirkirk Juniors spielen und verpflichtete ihn dann 18-jährig. Der Außenverteidiger kam dort an der Seite von erfolgreichen Spielern wie Willie Woodburn, Sammy Cox und Willie Waddell am 12. September 1952 beim 4:2-Sieg im heimischen Ibrox Stadium gegen Ayr United zu seinem Debüt und absolvierte in der ersten Saison 13 Pflichtspiele. Während der anschließenden Spielzeit 1953/54 stand er in den insgesamt 41 Rangers-Partien zwölf Mal auf dem Platz.
Auf der rechten Außenverteidigerposition war Caldow ab der Saison 1955/56 Stammspieler und gewann dabei seine erste schottische Meisterschaft. Diesen Titel konnte er in der anschließenden Meisterschaftsrunde 1956/57 verteidigen und er erhöhte seine Einsatzzahl in Pflichtspielen noch von 35 auf 40 – wobei er nun zumeist auf der linken Abwehrseite zum Einsatz kam, da mit Bobby Shearer ein weiterer Rechtsverteidiger von Hamilton Academical eingekauft worden war. Zum Ende der zweiten Meistersaison kam er zudem in Wembley zu einem ersten Länderspiel gegen England, das mit 1:2 verloren ging. Dabei hatte er sich neben der Zweikampfstärke vor allem auch durch seine Schnelligkeit mittlerweile einen Namen gemacht.
Der gewachsene Stellenwert war dann in seinen 49 Einsätzen in der Spielzeit 1957/58 abzulesen; darunter waren vier Partien im Europapokal der Landesmeister gegen AS Saint-Étienne und den AC Mailand. Titel gewann er jedoch keine und auch bei der Fußball-Weltmeisterschaft 1958 in Schweden bestritt Caldow zwar alle drei Gruppenspiele gegen Jugoslawien, Paraguay und Frankreich, gewann davon aber keines und schied mit seiner Mannschaft vorzeitig aus. Zurück in Schottland gewann er in der Saison 1958/59 seine dritte Meisterschaft und verpasste dabei lediglich ein Spiel.
Nach den drei schottischen Meisterschaften gewann Caldow mit den Rangers 1960 seinen ersten schottischen Pokal. Den Meistertitel konnte er zwar nicht verteidigen, zog aber mit seinem Team im europäischen Landesmeisterwettbewerb nach Siegen gegen den RSC Anderlecht, Roter Stern Bratislava und Sparta Rotterdam ins Semifinale ein – und verlor dort schließlich deutlich gegen Eintracht Frankfurt. Im Jahr darauf stand er beim erstmals ausgetragenen Europapokal der Pokalsieger im Endspiel und unterlag nach vorherigen Siegen gegen Ferencváros Budapest, Borussia Mönchengladbach und die Wolverhampton Wanderers mit 1:4 nach Hin- und Rückspiel gegen die AC Florenz. In dem Defensivverbund der Rangers war Caldow dabei neben Bill Paterson der einzige Spieler, der dem grundlegenden Neuaufbau von Trainer Scot Symon nicht zum Opfer gefallen war, und mittlerweile zum Kapitän gereift. Insgesamt war er wieder in nur einem Pflichtspiel abwesend und gewann neben seinem vierten schottischen Meistertitel nun auch die erste Ligapokalausgabe.
Hinter dem neuen Überraschungsmeister FC Dundee gewann Caldow mit den Rangers ein Jahr später „nur“ den Vizemeistertitel. Dafür konnten aber gleich beide heimische Pokaltrophäen errungen werden. Auf europäischer Ebene zog er im Landesmeisterwettbewerb bis ins Viertelfinale vor und verlor dort gegen Standard Lüttich. Seinen fünften und letzten Meistertitel holte Caldow in der Spielzeit 1962/63, die aber gleichzeitig das Ende seiner Karriere bei den Rangers einleitete. Ausgerechnet beim 2:1-Auswärtssieg am 6. April 1963 gegen die Auswahl Englands im Wembley-Stadion erlitt er nach einem Zweikampf mit Bobby Smith einen dreifachen Beinbruch. Das 40. Länderspiel – 14 davon als Kapitän – sorgte schließlich in seiner sechsjährigen Nationalmannschaftskarriere für ein vorzeitiges Ende, wobei er nach seinem Debüt lediglich in zwei Partien gefehlt hatte.
Die Heilung verlief langsam und so kam er nur zu vier Einsätzen in der Saison 1963/64. Er wurde dabei auf der linken Verteidigerposition von David Provan vertreten. Erst in der Spielzeit 1964/65 erkämpfte er sich seinen Stammplatz zurück – Provan wechselte die Seite – und gewann nach einem 2:1-Sieg gegen Celtic Glasgow mit dem Ligapokal die letzte Trophäe in seiner aktiven Laufbahn. Auch im Europapokal kam er noch einmal ins Viertelfinale, wo er mit den Rangers trotz eines 1:0-Heimsiegs gegen Inter Mailand in der Addition beider Spiele mit 2:3 Toren ausschied. Die Meisterschaftsrunde endete vier Plätze hinter dem FC Kilmarnock nur auf Rang 5 und in der Spielzeit 1965/66 kam Caldow nur noch auf drei Partien. Es war seine letzte Saison bei den Rangers und sie endete für ihn nach 407 Spielen in 13 Jahren am 9. März 1966 mit einer 2:3-Niederlage gegen den FC Falkirk.
Seine aktive Laufbahn ließ er bei Stirling Albion ausklingen, bevor er im Jahr 1968 als Spielertrainer beim englischen Verein Corby Town anheuerte.

## Nach der aktiven Laufbahn
Nach dem Engagement in Corby kehrte er in seine Heimat Ayrshire zurück und trainierte ab 1970 Hurlford United. Drei Jahre später wechselte er in die zweite schottische Liga und betreute den FC Stranraer. Diesen verließ er im Jahr 1975 wieder und trat erst wieder als Scout der Queens Park Rangers im Fußballgeschäft in Erscheinung.

## Erfolge
- Schottischer Meister: 1955/56, 1956/57, 1958/59, 1960/61, 1962/63
- Schottischer Pokalsieger: 1959/60, 1961/62
- Schottischer Ligapokalsieger: 1960/61, 1961/62, 1964/65